# الصورة الملعونة

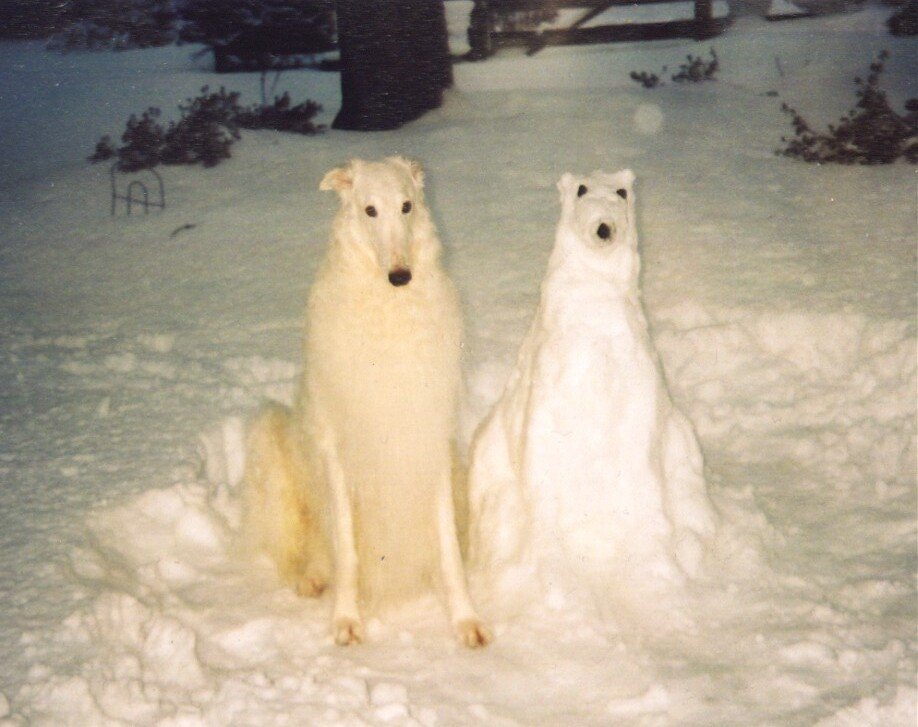
صورة تمت مشاركتها على حساب @cursedimages على تويتر عام 2016

تشير الصورة الملعونة إلى صورة (عادةً صورة فوتوغرافية) يُنظر إليها على أنها غامضة أو مزعجة بسبب محتواها الغريب أو جودتها الرديئة أو مزيج من الاثنين. تهدف الصورة الملعونة إلى جعل الشخص يتساءل عن سبب وجود الصورة في المقام الأول، حيث تعطيه شعورًا مزعجا خلال التفكير بها. تمت صياغة هذا المصطلح على وسائل التواصل الاجتماعي في عام 2015 وانتشر في الأعوام التالية.